# نارچیسوس کوالیاتا

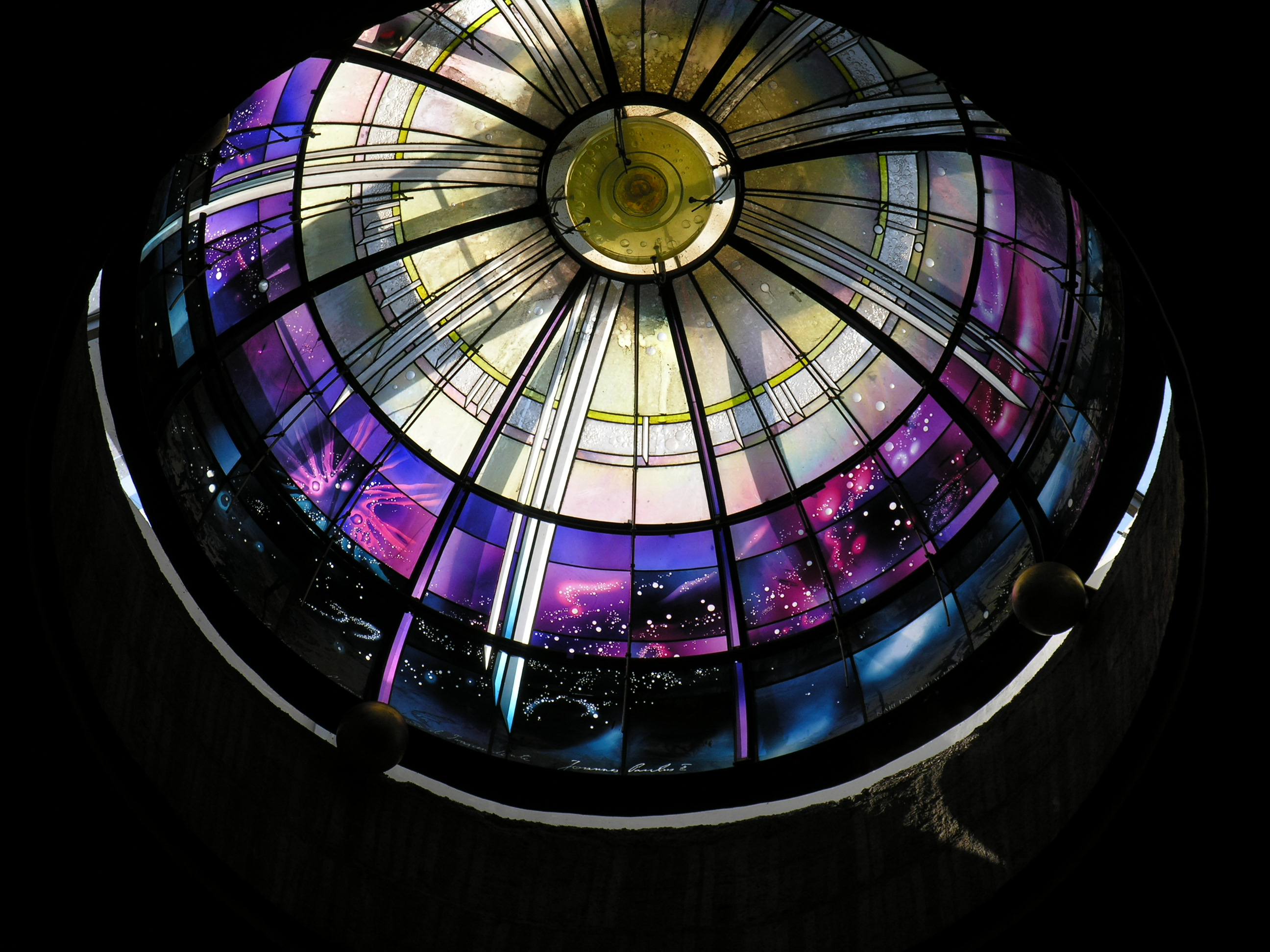
گنبد شیشه‌ای رنگی، تالار مرکزی بازیلیکای مریم مقدس فرشتگان و شهیدان در رم

نارچیسوس کوالیاتا (ایتالیایی: Narcissus Quagliata؛ زادهٔ ۱۹۴۲ میلادی) یک هنرمند تجسمی اهل ایتالیا است.

## زندگی و حرفه
نارچیسوس کوالیاتا در رم نزد جورجو د کیریکو و در سبک نقاشی فراطبیعی به تحصیل این هنر پرداخت. او در سن ۱۹ سالگی به سان فرانسیسکو مهاجرت کرد و در آنجا در مؤسسه هنر سان فرانسیسکو به تحصیل نقاشی و گرافیک نزد ریچارد دیبنکرن پرداخت و در سال ۱۹۶۸ با مدرک کارشناسی ارشد در رشته نقاشی فارغ‌التحصیل شد. دیری نپایید که او به کار با شیشه علاقه‌مند شد، ماده‌ای که با آن، به مطالعه پدیده نور پرداخت و به عنوان یک هنرمند «شیشه رنگی» تخصص یافت.
کوالیاتا در ایالات متحده آمریکا، مکزیک، اروپا و آسیا فعالیت دارد و آثار او در مجموعه‌های خصوصی و عمومی نگهداری می‌شوند. وی از دهه ۱۹۸۰ به بعد، پروژه‌های بیشتری در فضای عمومی خلق کرده است. ابعاد آثار او از مجسمه‌های کوچک تا بزرگ‌ترین سقف شیشه‌ای نورپردازی‌شده با قطر ۳۰ متر متغیر است؛ «گنبد نور» در ایستگاه فرموزا بلوار در قطار شهری کاوهسیونگ تایوان در کارگاه ویلهلم دریکس ساخته شده است.
کوالیاتا اکنون در مکزیکوسیتی زندگی می‌کند.

## گزیدهٔ آثار

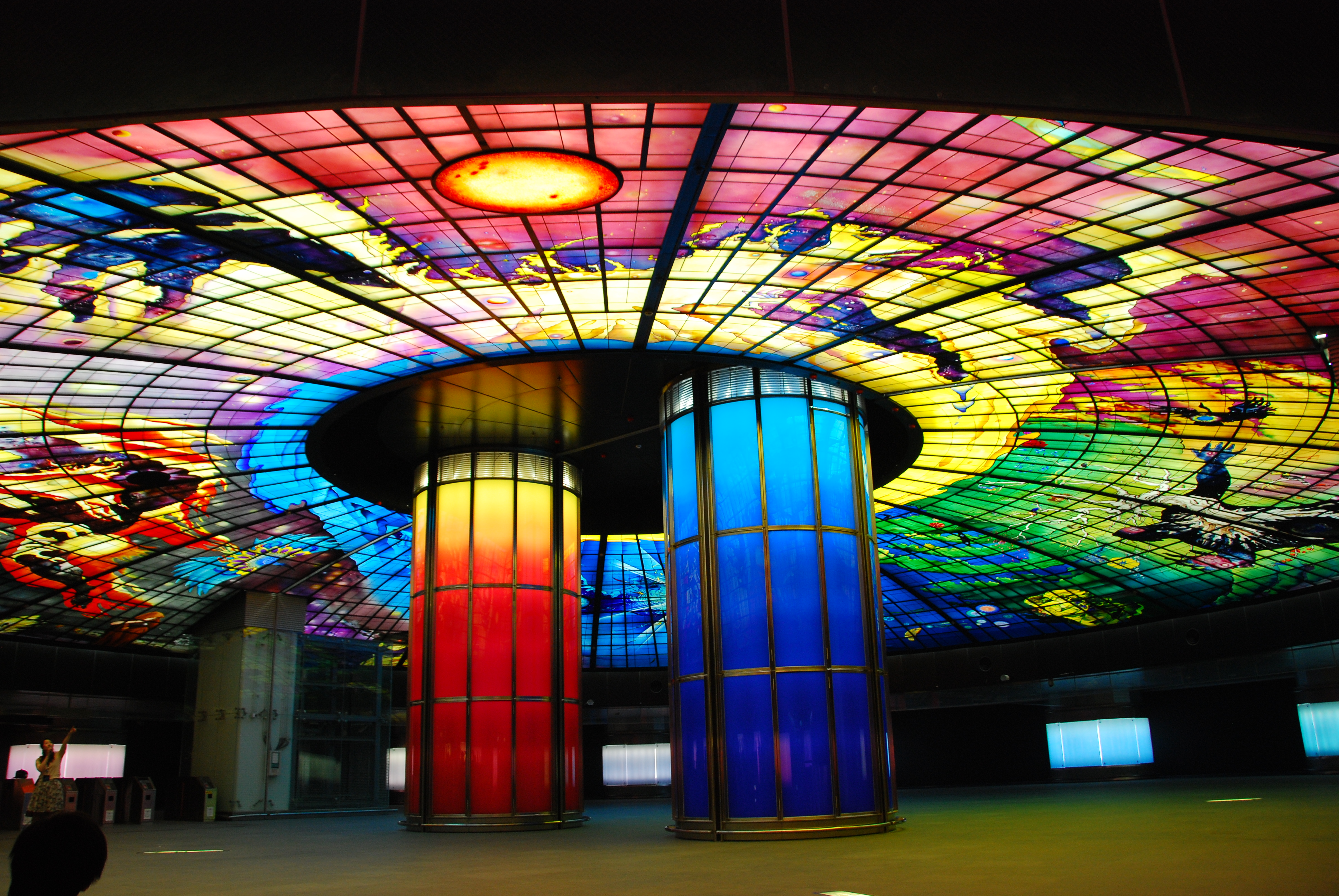
گنبد نور؛ سقف شیشه‌ای ایستگاه مترو فرموزا بلوار در کائوهسیونگ

- ۱۹۹۹: گنبد شیشه‌ای تالار مرکزی/سالن ورودی بازیلیکای مریم مقدس فرشتگان و شهیدان در رم
- ۲۰۰۲: پنجره‌های شیشه‌ای کلیسای گریس (Grace Cathedral) در سان فرانسیسکو
- ۲۰۰۳: «ضربه‌قلم‌موی اکتشاف»، تصویر دیواری شیشه‌ای به طول ۶۰ متر بر روی فلز، ساختمان مرکزی شرکت دیسکاوری، سیلور اسپرینگ
- ۲۰۰۴: «بازگشت به کیهان»، دیوار شیشه‌ای به ابعاد ۱۱ × ۳ متر، ساختمان اداری رِفورما ۱۱۵، مکزیکوسیتی
- ۲۰۰۶: «بی‌گناهی دوم»، سقف شیشه‌ای به قطر ۸ متر در هتل ال سانتواریو، واله دِ براوو، مکزیک
- ۲۰۰۸: «گنبد نور»، سقف شیشه‌ای ایستگاه مترو فرموزا بلوار، ایستگاه مرکزی تقاطعی در شبکه متروی کائوهسیونگ، تایوان

آثار نارسیسوس کوالیاتا همچنین در موزه‌های زیر نگهداری می‌شوند:
موزه هنر متروپولیتن نیویورک؛ گالری رن‌ویک در مؤسسه اسمیتسونین، واشینگتن دی.سی.؛ موزه هنر یوکوهاما، ژاپن؛ موزه ملی شیشه در کاخ سلطنتی لا گرانخا در اسپانیا؛ موزه دِ یانگ سان فرانسیسکو؛ موزه اوکلند کالیفرنیا، ایالات متحده آمریکا.